# Mudashiru Lawal
Mudashiru Babatunde Lawal, también conocido como "Lawal Muda" (Abeokuta, 8 de junio de 1954-1991) fue un futbolista de Nigeria que jugaba de centrocampista.

## Carrera
Trabajó como mecánico, pero luego, descubriría sus talentos en el fútbol, el cual debutó en la selección nacional en 1975. En el mismo año se unió a los Shooting Stars F.C. de Ibadán, donde jugó durante muchos años. Éste jugador, dio la victoria segura a la selección, dando el tercer gol en la final de la Copa Africana de Naciones 1980. También fue parte del combinado nigeriano que participó en las Olimpiadas de Moscú, de 1980. 

## Trayectoria
Participó en 86 partidos y anotó 12 goles para su selección, y sigue siendo el jugador que más veces ha participado en partidos internacionales. Él fue el único jugador en aparecer en cinco torneos consecutivos de la Copa Africana de Naciones (1976-1984).

## Fallecimiento
Lawal murió en su casa en 1991. El Estadio Ashero, de su ciudad natal, recibió su nombre después de su muerte.